# Recopa Sul-Americana de 1995
A Recopa Sul-Americana de 1995 foi a sexta edição do torneio, disputada em jogo único em Kobe (Japão), entre dois times argentinos: Vélez Sársfield, campeão da Taça Libertadores da América de 1994, e Independiente, campeão da Supercopa Libertadores 1994.

## Participantes
| Clube           | Cidade       | Classificação                                   | Participação |
| --------------- | ------------ | ----------------------------------------------- | ------------ |
| Independiente   | Avellaneda   | Campeão da Supercopa Libertadores 1994          | 1ª           |
| Vélez Sársfield | Buenos Aires | Campeão da Copa Libertadores da América de 1994 | 1ª           |

## Final
| 9 de abril de 1995 | Independiente  | 1 – 0     | Vélez Sársfield | Nacional de Tóquio, Tóquio (Japão)           |
|                    | Serrizuela 69' | Relatório |                 | Público: 25,300 Árbitro: Juan Escobar Valdez |

| Independiente | Vélez Sársfield |

| INDEPENDIENTE:        |  |            |  |     |
|                       |  |            |  |     |
| G                     |  | Islas      |  |     |
| LD                    |  | Ramírez    |  |     |
| Z                     |  | Arzeno     |  |     |
| Z                     |  | Serrizuela |  |     |
| LE                    |  | Ríos       |  |     |
| V                     |  | Cagna      |  |     |
| V                     |  | Cascini    |  |     |
| M                     |  | Garnero    |  | 62' |
| M                     |  | Burruchaga |  | 46' |
| A                     |  | Usuriaga   |  | 77' |
| A                     |  | Rambert    |  |     |
| Substituição:         |  |            |  |     |
| Z                     |  | Rotchen    |  | 46' |
| M                     |  | López      |  | 62' |
| LD                    |  | Gómez      |  | 77' |
| Treinador:            |  |            |  |     |
| Miguel Ángel Brindisi |  |            |  |     |

| VÉLEZ SÁRSFIELD: |  |            |  |      |
|                  |  |            |  |      |
| G                |  | Chilavert  |  |      |
| LD               |  | Trotta     |  |      |
| Z                |  | Sotomayor  |  |      |
| Z                |  | Zandoná    |  |      |
| LE               |  | Cardozo    |  | 73a' |
| V                |  | Basualdo   |  |      |
| V                |  | Herrera    |  |      |
| M                |  | Husaín     |  | 85'  |
| M                |  | Bassedas   |  | 73b' |
| A                |  | Asad       |  |      |
| A                |  | Flores     |  |      |
| Substituição:    |  |            |  |      |
| M                |  | Pompei     |  | 73a' |
| A                |  | Sánchez    |  | 73b' |
| Z                |  | Pellegrino |  | 85'  |
| Treinador:       |  |            |  |      |
| Carlos Bianchi   |  |            |  |      |

| Recopa Sul-Americana 1995         |
| --------------------------------- |
| Independiente Campeão (1º título) |